# Форс-мажори
«Форс-мажо́ри», також «По́зови» або «Костю́ми» (гра слів, англ. Suits в обох значеннях) — американський комедійно-драматичний телесеріал.
Дебютний епізод першого 12-серійного сезону вийшов 23 червня 2011. Тільки в США глядачами першого сезону стали 6,3 мільйона глядачів, і вже 11 серпня 2011 року серіал був продовжений на другий сезон. Протягом 2011—2019 років вийшло дев'ять сезонів (134 епізоди), прем'єра дев'ятого заключного сезону відбулась 17 липня 2019 року. Серіал завершився 25 вересня 2019 року.

## Сюжет
Майк Росс (актор Патрік Джей Адамс) з дитинства мріяв стати юристом, але через шахрайство (спроби продажу результатів тесту з математики) був відрахований з коледжу. Він володіє феноменальною пам'яттю і блискучим розумом, але волею долі йому доводиться перебиватися випадковими заробітками.
Водночас Гарві Спектер (актор Гебріел Махт) є зіркою адвокатури, відмінним корпоративним юристом у манхеттенській юридичній фірмі «Пірсон & Гардман», година його роботи коштує $1000. Нещодавно Гарві був прийнятий в старші партнери цієї компанії, тому він випромінює впевненість та успіх.
Зустріч Гарві Спектера і Майка Росса випадково відбувається у готелі, де Гарві проводить добір серед кандидатів на роль свого помічника і шукає «молодого себе», коли Майк ховається від поліційної облави. Гарві вражений кмітливістю Майка, його енциклопедичними знаннями закону, щирим бажанням бути адвокатом, тож наймає його. Так починається блискуча кар'єра молодого юриста.
На роботі Майк перебуває під постійним тиском Луїса Літа (актор Рік Гоффман), який займає посаду молодшого партнера в «Пірсон & Гардман», і є конкурентом Гарві, але не дотягує до нього. До того ж Майк і Гарві приховують від всіх працівників компанії те, що Майк не закінчував Гарварду (ця вимога є обов'язковою в компанії — всі в «Пірсон & Гардман» закінчували цей університет). Майку постійно влаштовують перевірки як щодо цього, так і з інших справ фірми (вирішення справ, залучення нового клієнта та інше).
У «Пірсон & Гардман» Майк знайомиться з Рейчел (акторка Меган Маркл) і незабаром їхні робочі стосунки переростають у щось більше і вони збираються одружитися. Окрема сюжетна лінія в серіалі розвивається в рамках стосунків Майка з друзями «зі старого життя», дівчиною його найкращого друга і Рейчел.

## У ролях

### = Не з'являється
| Актор             | Персонаж        | Поява в сезонах | Поява в сезонах | Поява в сезонах | Поява в сезонах | Поява в сезонах | Поява в сезонах | Поява в сезонах | Поява в сезонах | Поява в сезонах | Поява в сезонах |
| Актор             | Персонаж        | 1               | 2               | 3               | 4               | 5               | 6               | 7               | 8               | 9               | епізоди         |
| ----------------- | --------------- | --------------- | --------------- | --------------- | --------------- | --------------- | --------------- | --------------- | --------------- | --------------- | --------------- |
| Гебріел Махт      | Гарві Спектер   | 12              | 16              | 16              | 16              | 16              | 16              | 16              | 16              | 10              | 134             |
| Патрік Джей Адамс | Майк Росс       | 12              | 16              | 16              | 16              | 16              | 16              | 16              |                 | 3               | 111             |
| Рік Гоффман       | Луїс Літ        | 12              | 16              | 16              | 16              | 16              | 16              | 16              | 16              | 10              | 134             |
| Меган Маркл       | Рейчел Зейн     | 12              | 16              | 16              | 16              | 16              | 16              | 16              |                 |                 | 108             |
| Сара Рафферті     | Донна Полсен    | 11              | 15              | 16              | 16              | 16              | 16              | 16              | 16              | 10              | 132             |
| Джина Торрес      | Джессіка Пірсон | 12              | 16              | 16              | 16              | 16              | 11              | 7               |                 |                 | 94              |
| Аманда Шулл       | Катріна Бенет   |                 | 3               | 5               | 8               | 2               | 2               | 3               | 13              | 10              | 45              |
| Дьюлі Гілл        | Алекс Вільямс   |                 |                 |                 |                 |                 |                 | 8               | 16              | 10              | 34              |
| Кетрін Гейґл      | Саманта Вілер   |                 |                 |                 |                 |                 |                 |                 | 16              | 10              | 26              |
| Всього епізодів   | Всього епізодів | 12              | 16              | 16              | 16              | 16              | 16              | 16              | 16              | 10              | 134             |

### Другорядні ролі
- Том Ліпінскі — Тревор Еванс
- Ванесса Рей — Дженні Гріффіт
- Ребекка Шулл — бабуся Майка
- Бен Холлінгсворт — Кайл Дюрант
- Девід Костабайл — Деніел Гардман

## Сезони та епізоди
| Сезон | Сезон | Епізоди | Оригінальна дата показу | Оригінальна дата показу | Дата релізу DVD | Дата релізу DVD | Дата релізу DVD |
| Сезон | Сезон | Епізоди | Прем'єра сезону         | Фінал сезону            | Регіон 1        | Регіон 2        | Регіон 4        |
| ----- | ----- | ------- | ----------------------- | ----------------------- | --------------- | --------------- | --------------- |
|       | 1     | 12      | 23 червня 2011          | 8 вересня 2011          | 1 травня 2012   | 30 квітня 2012  | 7 червня 2012   |
|       | 2     | 16      | 14 червня 2012          | 21 лютого 2013          | 28 травня 2013  | 13 травня 2013  | 13 лютого 2014  |
|       | 3     | 16      | 16 липня 2013           | 10 квітня 2014          | 27 травня 2014  | 9 червня 2015   | 2 жовтня 2014   |
|       | 4     | 16      | 11 червня 2014          | 8 березня 2015          | 28 квітня 2015  | 8 червня 2015   | 5 серпня 2015   |
|       | 5     | 16      | 24 червня 2015          | 2 березня 2016          | 31 травня 2016  |                 |                 |
|       | 6     | 16      | 13 липня 2016           | 2 березня 2017          |                 |                 |                 |
|       | 7     | 16      | 13 липня 2017           | 25 квітня 2018          |                 |                 |                 |
|       | 8     | 16      | 18 липня 2018           | 27 лютого 2019          |                 |                 |                 |
|       | 9     | 10      | 17 липня 2019           | 25 вересня 2019         |                 |                 |                 |

## «Форс-мажори» в Україні
Телесеріал «Suits» в Україні транслював телеканал «Україна» у 2014 році під назвою «Форс-мажори». Станом на 30 листопада 2014 року в Україні показали з 1 по 3 сезони серіалу. Ролі озвучили: Анатолій Зіновенко, Олесь Гімбаржевський, Лідія Муращенко і Катерина Буцька